# 劉仲質
劉仲質（？—？），字文質，江西分宜人。明朝初期政治人物。
洪武初年，其因薦入京擔任翰林典籍，奉命校正《春秋本末》。洪武十五年，擔任禮部尚書，制定奠禮，建造國子學。后改為華蓋殿大學士，后因事連坐貶為御史，后因年邁辭職。